# Ясьони
Ясьони (пол. Jasiony) — село в Польщі, у гміні Любовідз Журомінського повіту Мазовецького воєводства.
Населення — 98 осіб (2011).
У 1975-1998 роках село належало до Цехановського воєводства.

## Демографія
Демографічна структура станом на 31 березня 2011 року:
|          | Загалом | Допрацездатний вік | Працездатний вік | Постпрацездатний вік |
| -------- | ------- | ------------------ | ---------------- | -------------------- |
| Чоловіки | 49      | 10                 | 29               | 10                   |
| Жінки    | 49      | 9                  | 23               | 17                   |
| Разом    | 98      | 19                 | 52               | 27                   |